# تي جاي ريتشاردز
تي جاي ريتشاردز (بالإنجليزية: T. J. Richards)‏ هو شخصية أعمال أسترالي، ولد في 3 فبراير 1850، وتوفي في 28 يوليو 1939.